# Tar-Amandil
Tar-Amandil (que se traduce como «enamorado de Aman», «amante de Aman» o «amigo de Aman» del quenya)  es un personaje ficticio que forma parte del legendarium creado por el escritor británico J. R. R. Tolkien. Su papel en las historias que este contiene se resume en una simple mención en los apéndices de la novela El Señor de los Anillos y una breve descripción de su reinado en la colección de relatos conocida como Cuentos inconclusos de Númenor y la Tierra Media. Es un dúnadan, primogénito de Vardamir y tercer soberano del reino de Númenor tras cederle su padre el cetro. De madre desconocida, tiene como hermanos a Vardilmë, Aulendil y Nolondil y como hijos a Elendil, Eärendur y Mariën. 

## Historia
Amandil nació en el año 192 de la Segunda Edad del Sol, como primogénito del entonces príncipe y heredero al trono de Númenor, Vardamir. Muchos años después, en el 442 S. E. y tras la muerte de su abuelo Elros, su padre le cedió el cetro directamente sin gobernar y Amandil se convirtió así en el segundo gobernante de Númenor, aunque en los Registros de los Reyes apareció como el tercero debido a que Vardamir fue añadido como si hubiera gobernado un año. En adelante y hasta los días de Tar-Atanamir, fue costumbre en Númenor que el rey cediera el cetro a su sucesor antes de morir. Y así fue como en el 590 S. E., Tar-Amandil cedió el cetro a su hijo Elendil y murió pocos años después, en el 603 S. E.

## Etimología y otros nombres
El nombre de Tar-Amandil está compuesto en quenya, una lengua ficticia creada por J. R. R. Tolkien para los elfos. Dependiendo del uso de los términos que lo forman, el nombre puede recibir distintos significados:
- Aman: es el nombre con el que se conoce a las tierras en las que habitan los valar, los dioses del legendarium creado por Tolkien.
- -ndil: también como -ldil, -rdil o -rnil, es un sufijo que expresa devoción y puede traducirse como «enamorado», «amante de» o «amigo de».

Así, el nombre puede significar «enamorado del mar», «amante del mar» o «amigo del mar». Además, su nombre en adunaico, la lengua de los númenóreanos, era Ar-Aphanuzîr.